# Action for Happiness
Action for Happiness (AfH) ist eine Wohltätigkeitsorganisation mit Sitz im England. Ziel ist es, das Glück in der Welt zu erhöhen, indem gleichgesinnte Menschen aus allen Lebensbereichen zusammengebracht und dabei unterstützt werden, praktische Maßnahmen zu ergreifen, um eine glücklichere und fürsorglichere Gesellschaft aufzubauen, die sich auf die neueste wissenschaftliche Forschung stützt. Der Schirmherr von Action for Happiness ist der Dalai Lama. Die Wohltätigkeitsorganisation hat über 180.000 Mitglieder in 180 Ländern und über 1.000.000 Abonnenten auf Facebook.

## Gründung
AfH wurde 2010 gegründet von Richard Layard (Direktor des Wellbeing-Programms am Zentrum für Wirtschaftsleistung und emeritierter Professor für Wirtschaftswissenschaften an der LSE), Sir Anthony Seldon (Historiker und Vizekanzler der Universität von Buckingham), Geoff Mulgan (CEO von Nesta und ehemaliger CEO der Young Foundation) und Dr. Mark Williamson (der von Anfang an ihr Direktor war).
AfH wurde ursprünglich innerhalb der Young Foundation gestartet, bevor sie im Januar 2018 zu einer unabhängigen, registrierten Wohltätigkeitsorganisation wurde.

## Definition von Glück

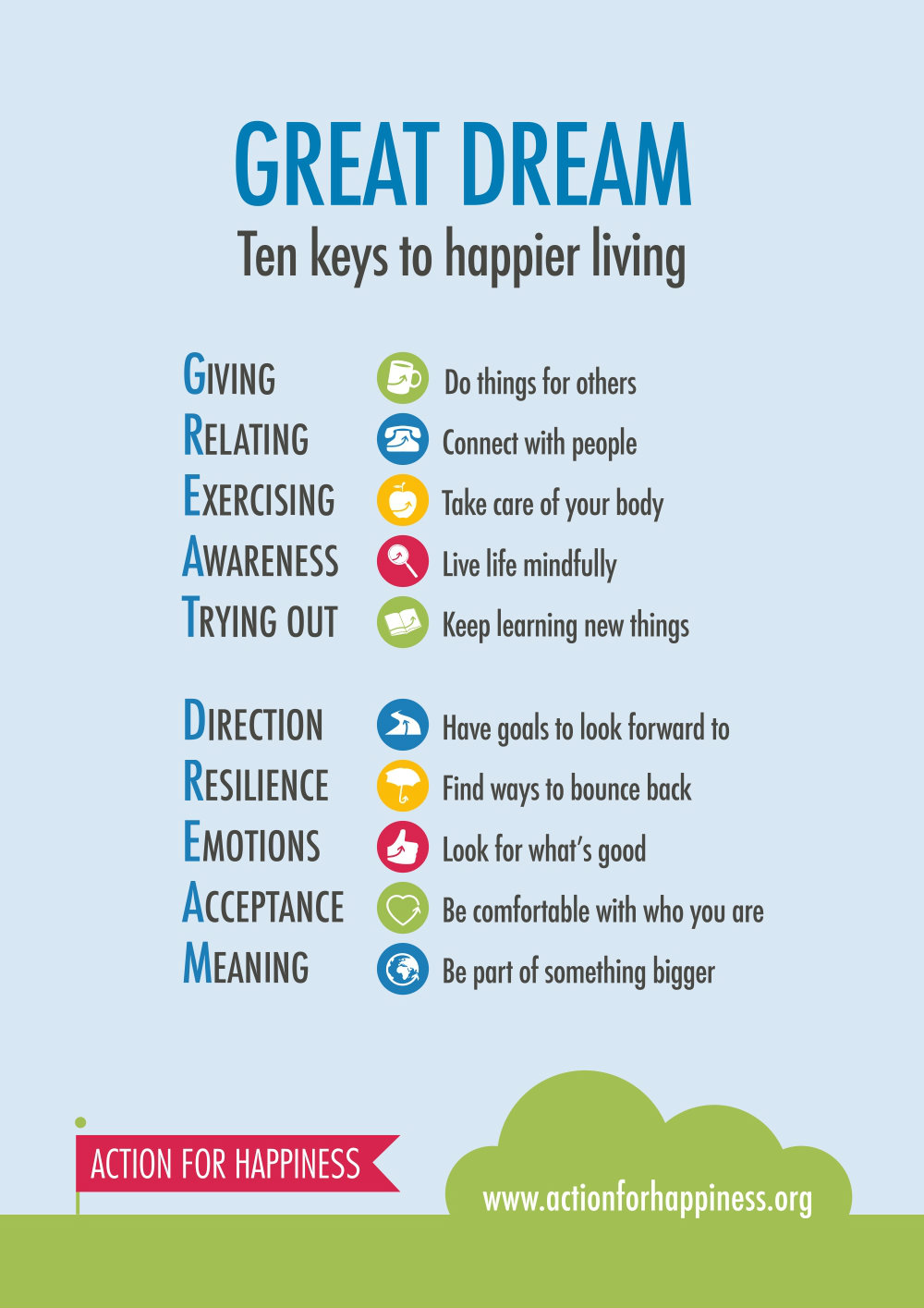
Poster von Action for Happiness über die "10 Schlüssel zum glücklicheren Leben"

AfH erklärt, dass „Glück bedeutet, sich im Leben gut zu fühlen und weiterhin so leben zu wollen. Unglücklichsein bedeutet, sich schlecht zu fühlen und zu wollen, dass sich die Dinge ändern.“ AfH unterstützt also das subjektive Wohlbefinden als Definition von Glück.
AfH unterstützt die Menschen im Verständnis, dass jeder Mensch eine innere Welt und eine psychische Gesundheit hat und dass jeder sich dafür entscheiden kann, sich um seine psychische Gesundheit zu kümmern, in guten wie in schlechten Zeiten. So wie man sich für die körperliche Gesundheit durch Bewegung und gutes Essen entscheidet, kann man sich auch um seinen Geist kümmern, indem man Fähigkeiten stärkt, glücklich zu leben.

## Schlüssel zu einem glücklicheren Leben
AfH wirbt für 10 Schlüssel zum glücklicheren Leben, die von Action for Happiness unter der Leitung von Vanessa King zusammengetragen wurden – basierend auf den neuesten Forschungsergebnissen in der positiven Psychologie, Neurowissenschaft, Verhaltensökonomie und Biologie. Die Forschungsergebnisse legen nahe, dass diese zehn Schlüssel Bereiche sind, die in der Einflusssphäre des Einzelnen liegen und einen positiven Einfluss auf das Glück und Wohlbefinden der Menschen haben. Sie ergeben das Akronym GREAT DREAM. Die ersten fünf Schlüssel (GREAT) beziehen sich auf die Interaktion mit der Außenwelt. Sie basieren auf den fünf Wegen zum Wohlbefinden, die im Rahmen des Foresight Project on Mental Capital and Wellbeing entwickelt wurden. Die zweiten fünf Schlüssel (DREAM) beziehen sich auf die Innenwelt und die Lebenseinstellung der Person.

## Aktivitäten und Produkte
Zu den Aktivitäten der AfH gehört die Durchführung von 8-wöchigen „Exploring What Matters“-Kursen, die von Freiwilligen an 250 Orten auf der ganzen Welt organisiert und vom Dalai Lama „mit ganzem Herzen“ unterstützt werden. AfH erstellt monatliche Kalender mit Aktionen, die Menschen ergreifen können, um ihr Glück zu verbessern. Diese Kalender wurden im Jahr 2018 von 2,5 Millionen Menschen heruntergeladen. Diese täglichen Aktionen sind auch über die Action-for-Happiness-App verfügbar.
AfH koordiniert ein Netzwerk von „Happy Cafes“ in ganz Großbritannien und auf der ganzen Welt. Happy Cafes sind „ein freundlicher und einladender Ort, um andere Menschen mit einem gemeinsamen Interesse an der Förderung von Glück und Wohlbefinden zu treffen“. AfH führt monatliche Veranstaltungen in London durch, bei denen Experten zu Themen rund um das Glück referieren.

## Aufsichtsgremien und Expertenberater
Dem AfH-Aufsichtgermium gehört Richard Layard und der AfH-Expertenberatungsgruppe Daniel Kahneman und Martin Seligman an.

## Lokale und nationale Gruppen
In vielen Ländern gibt es lokale Gruppen und lokale Aktivitäten. In Australien und Deutschland gibt es nationale Gruppen, die in ihren Ländern juristische Personen sind.

## Situation in Deutschland
In Deutschland existiert seit 2018 ein gemeinnütziger Verein „Action for Happiness Deutschland e.V.“, der die Materialien und Ansätze von AfH im deutschsprachigen Raum verbreiten will. So wurden die Materialien für den von Freiwilligen geleiteten Kurs „Erkunde, was zählt“, Informationen zu „Happy Cafés“, den „10 Schlüsseln zum glücklicheren Leben“ übersetzt. Auch die monatlichen Kalender werden stets aktuell auf Deutsch zur Verfügung gestellt. Seit 2021 finden Online-Kurse statt. 

## Reaktion und Kritik
AfH wurde in der Tageszeitung The Guardian gelobt, weil sie Glück vom Kapitalismus zurückerobert hätte, indem sie den Menschen hilft, die Mittel zur Stärkung von Wohlbefinden zu ergreifen, und für eine „neue Wissenschaft des Glücks plädiert, die sich auf das soziale Verhalten und persönliche Beziehungen konzentriert, anstatt auf materiellen Besitz und äußeres Erscheinungsbild.“
AfH wurde in der gleichen Zeitung auch kritisiert, weil sie einen individuellen Ansatz für das Glück verfolgt, anstatt sich auf gesellschaftliche Negativfragen wie Ungleichheit zu konzentrieren.
The Telegraph stellte AfH im Jahr 2016 mit einem Interviews mit Dr. Mark Williamson vor. Bezüglich der steigenden Zahl von Menschen, die wegen psychischer Probleme in Behandlung sind, sagte er: „Wir glauben, dass man den Menschen helfen kann, bessere Gewohnheiten zu entwickeln, bevor dies geschieht. Wir haben jetzt die Anfänge einer Kultur des präventiven Ansatzes bei körperlichen Gesundheitsproblemen, mit Anti-Raucher- und Adipositas-Kampagnen. Ich denke, in den nächsten 20 Jahren wird es darum gehen, sich massiv proaktiv um die psychische Gesundheit und das soziale und emotionale Wohlbefinden zu kümmern und wirklich darüber nachzudenken, was Glück bedeutet und wie es erreicht werden kann.“
Die Journalistin Janet Street-Porter nahm am 8-wöchigen AfH-Kurs Exploring What Matters 2015 teil. Sie sagte: „Ich habe die Gesellschaft dieser Fremden wirklich genossen - das ist eine Premiere. Ich kann den Kurs von Herzen empfehlen, wenn Sie sich einsam oder unglücklich fühlen.“
Die Journalistin Katherina Kühn berichtete positiv im Deutschlandfunk über ihre Teilnahme am Kurs und begrüßte die wissenschaftliche Fundierung des Kurses.